# Lykke Nielsen
Lykke Emilie Nielsen (* 22. Juni 1946 in Kopenhagen; † 29. August 2006 ebenda) war eine dänische Schauspielerin und Drehbuchautorin.

## Leben
Lykke Nielsen wuchs in Kopenhagen auf, wo sie zeitlebens wohnte. Ihre Zwillingsschwester Helle Nielsen war ebenfalls einige Jahre lang als Schauspielerin tätig.
Bereits ab ihrem zwölften Lebensjahr wirkte Nielsen in mehreren Spielfilmen mit. Nach ihrem Schulabschluss absolvierte sie von 1962 bis 1965 ihre Schauspielausbildung an der Staatlichen Theaterhochschule in Kopenhagen. Sie wirkte als Schauspielerin vor der Kamera von 1958 bis 1980 in mehr als 30 Film-und-Fernsehproduktionen mit. Als Bühnendarstellerin trat sie in zahlreichen Theaterstücken, Musicals, Ballett-Aufführungen, Varieté-Shows und in Kabarett-Programmen auf, so unter anderem auch am Frederiksberg-Theater, wo sie langjährig als festes Ensemblemitglied engagiert war. In den 1980er-Jahren gab sie die Schauspielerei auf und war fortan als Drehbuchautorin für Filme und Fernsehserien aktiv. Sie war auch als Synchronsprecherin für Zeichentrickfilme aktiv, wie beispielsweise für Dumbo oder Bernard und Bianca – Die Mäusepolizei.
Nielsen war in den 1960er-Jahren einige Zeit lang mit dem Schauspieler Birger Jensen liiert. Ab dem 2. September 1970 bis zu ihrem Tod war sie mit dem Schauspieler Jesper Klein verheiratet. Aus der Ehe gingen ein Sohn und eine Tochter hervor. Nielsen starb am 29. August 2006 im Alter von 60 Jahren an den Folgen einer Brustkrebs-Erkrankung. Ihre Grabstätte befindet sich auf dem Vor Frelsers Kirkegard.

## Filmografie (Auswahl)
- 1958: Nar enden er Go
- 1961: Sieben Kinder fahren aufs Land
- 1963: Der Störenfried
- 1963: Froken April
- 1965: Mille, Marie und ich
- 1965: Kryds und Bolle
- 1969: Farlig Sommer
- 1969: Din underskrift
- 1970: Das Lied vom roten Rubin
- 1971: Flimmer
- 1971: Kommunisten
- 1974: Skypper & Co.
- 1977: Terror
- 1978: Ich und Charlie